# Sprantal
Sprantal  ist seit 1973 ein Stadtteil der Großen Kreisstadt Bretten in Baden-Württemberg mit rund 417 Einwohnern.

## Geschichte
Sprantal wurde erstmals im Jahr 1251 unter dem Namen „Spranttal“ urkundlich erwähnt. 1303 wurde das Dorf an das Kloster Herrenalb verkauft. Da eben jenes 1523 in den Besitz von Ulrich von Württemberg überging, stand Sprantal unter dessen Kontrolle.
1747 wurde Sprantal schließlich an die Kurpfalz abgegeben, ehe 1771 der Übergang zur Markgrafschaft Baden erfolgte. Bis ins Jahr 1936 gehörte Sprantal zum Amt Bretten, ehe sich dieses auflöste und Sprantal in den Amtsbezirk Pforzheim integriert wurde.
Seit 1939 ist Sprantal Teil des Landkreises Karlsruhe und seit dem 1. Januar 1973 Ortsteil der Stadt Bretten.

## Wirtschaft und Infrastruktur
Verkehrstechnisch ist Sprantal über die Kreisstraße K 3568 an die Bundesstraße 294 angebunden. Die Buslinie 733 fährt über Sprantal von Bretten nach Pforzheim und zurück.
Größere Unternehmen oder Industrie gibt es in Sprantal nicht. Lediglich eine Deponie bzw. Recyclinganlage befindet sich auf Sprantaler Gemarkung.